# 의미론 (컴퓨터 과학)
의미론 또는 시맨틱스(semantics)는 프로그래밍 언어 이론에서 프로그래밍 언어의 의미에 대한 엄격한 수학적 연구이다. 의미론은 프로그래밍 언어 구문의 유효한 문자열에 컴퓨테이션적 의미를 할당한다. 이는 수학적 증명의 의미론과 밀접하게 관련되어 있으며 종종 교차된다.
의미론은 특정 언어로 프로그램을 실행할 때 컴퓨터가 따르는 프로세스를 설명한다. 이는 프로그램의 입력과 출력 간의 관계를 설명하거나 프로그램이 특정 플랫폼에서 어떻게 실행되는지 설명하여 계산 모델을 생성함으로써 수행될 수 있다.

## 같이 보기
- 존재론
- 온톨로지